# COVID-19-Laborunfallhypothese

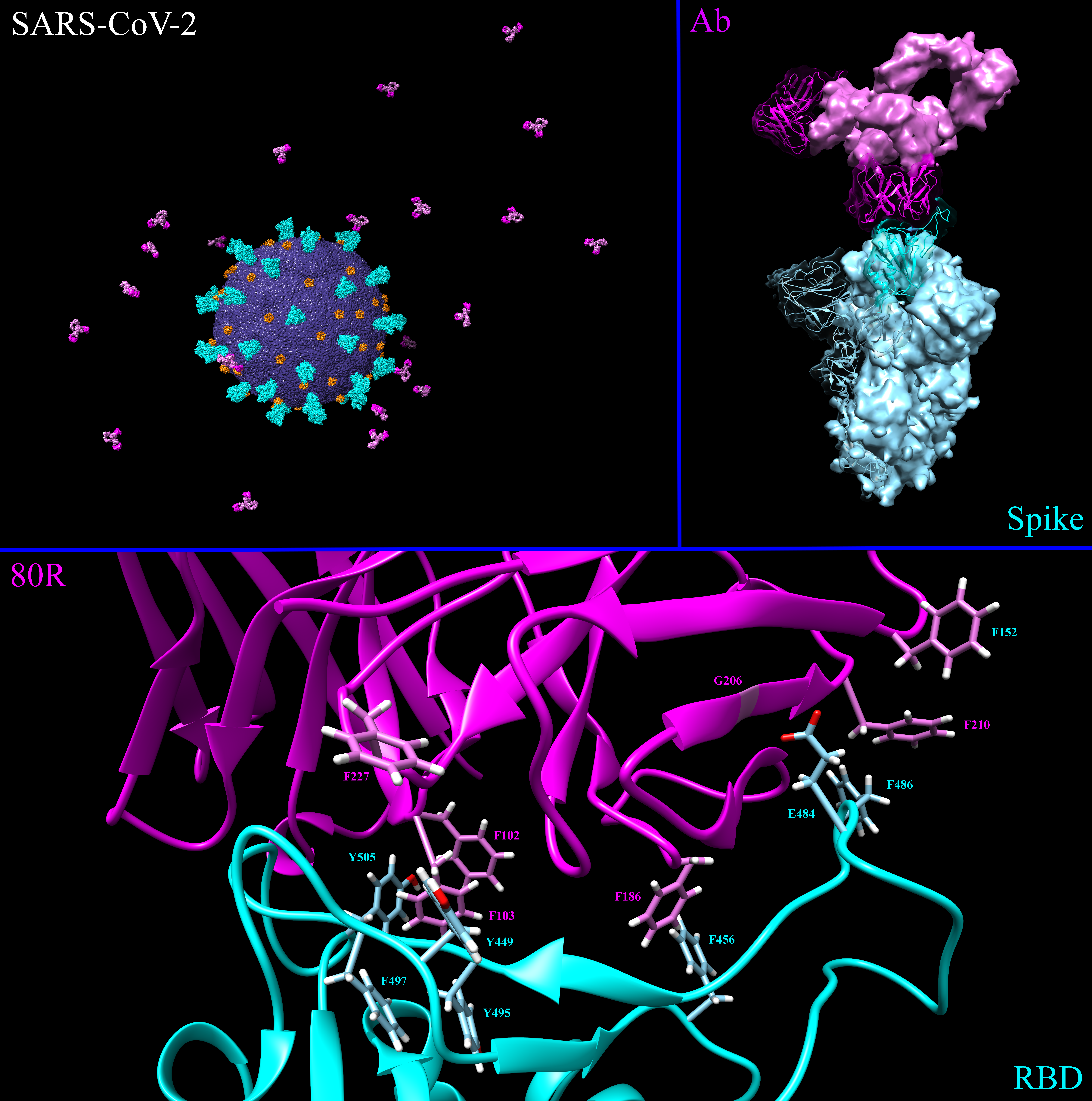
Strukturanalyse der Infektion mit SARS-CoV-2

Die Labor-Hypothese bzw. COVID-19-Laborunfallhypothese (englisch: COVID-19 lab leak theory) ist die Annahme, dass das Virus SARS-CoV-2, welches die COVID-19-Pandemie auslöste, aus einem Labor entkam. Zu den verdächtigten Laboren gehören das Institut für Virologie Wuhan (WIV) und das Wuhan Center for Disease Control and Prevention (WHCDC), an denen Gain-of-function-Forschung an Coronaviren betrieben wurde, wobei letzteres sich in unmittelbarer Nähe des Ausbruchsgeschehens (ca. 280 m entfernt) auf dem Huanan Market befand.
Indizien für die Labor-Hypothese sind, neben der räumlichen Nähe zu Biolaboren mit besonders einschlägiger Coronaviren-Forschung, die unzureichenden Sicherheitsstandards am WIV, die als intransparent kritisierte Aufklärungsarbeit der chinesischen Regierung und bestimmte genetische und biologische Eigenschaften von SARS-CoV-2, die wissenschaftlich kontrovers diskutiert werden.
Im Februar 2020 wurde die Labor-Hypothese wegen der Nähe des WHCDC zum Ausbruchsort von chinesischen Wissenschaftlern erstmals als Möglichkeit öffentlich erwogen, dann von einer Gruppe einflussreicher Virologen verworfen und in einem Artikel in The Lancet als Verschwörungstheorie bezeichnet. Ab ca. 2021 wurde die Labor-Hypothese intensiver von Medien und Wissenschaftlern diskutiert und wurde Gegenstand kontroverser Diskussionen und politischer Untersuchungen.
Unter einschlägig arbeitenden Experten, die sich dazu äußern wollten, war die Labor-Hypothese laut einer 2023 durchgeführten Erhebung eine Mindermeinung. Vier von fünf Teilnehmern der Anfang 2024 veröffentlichten Erhebung (mit 168 antwortenden Teilnehmern aus 47 Ländern von insgesamt 1138 Befragten) hielten einen natürlichen Ursprung für relativ wahrscheinlicher als einen Laborursprung. Ebenfalls nur ein Fünftel der Teilnehmer kannte den einschlägigen DEFUSE-Forschungsantrag des WIV, den Vertreter der Labortheorie als Bauplan für SARS-CoV-2 verstehen.
Schon früh haben verschiedene Geheimdienste sich für das Szenario eines vertuschten Laborunfalls in Wuhan ausgesprochen, darunter das FBI, die CIA und der deutsche BND im Jahr 2020, was erst 2025 bekannt wurde. Bereits im November 2019 war das National Center for Medical Intelligence (NCMI) gemäß einem Bericht von ABC News vom April 2020 über einen möglichen Corona-Ausbruch alarmiert. Im Anschluss an die Berichte über die Erkenntnisse des Bundesnachrichtendienstes erklärte auch Lothar Wieler, der während der Pandemie Präsident des Robert Koch-Instituts war, dass er die Laborthese „mit dem aktuellen Wissensstand für wahrscheinlicher“ hält.

## Mögliche Hinweise auf einen Laborunfall

### Forschungen und Virenbestand am WIV

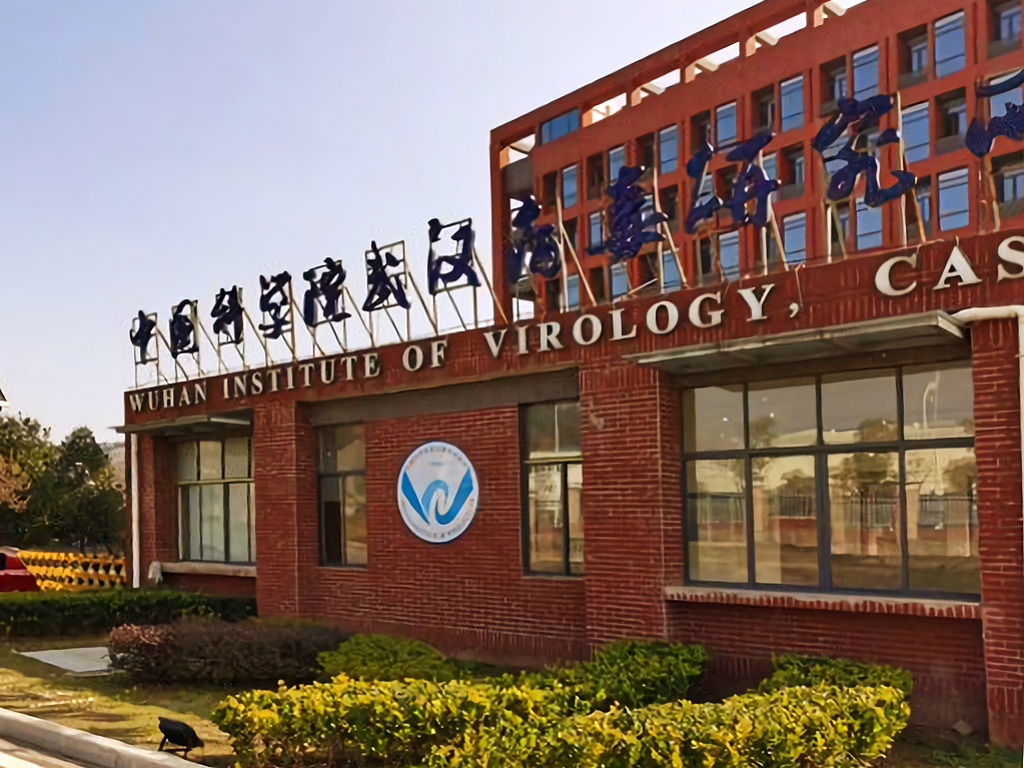
Eingang des Instituts für Virologie Wuhan

Das Institut für Virologie Wuhan (Wuhan Institute of Virology, WIV) verfügt mit über 1500 Erregerstämmen über die größte Virusbank und die größte Sammlung von Fledermaus- und anderen Coronaviren in Asien. Dort wurde 2015 ein Labor der höchsten Schutzstufe BSL-4 als erstes in China eingeweiht. Am WIV wurde Gain-of-function-Forschung an Coronaviren betrieben, wobei Viren so verändert wurden, dass sie gefährlicher oder ansteckend für Menschen wurden, um so wissenschaftliche Erkenntnisse zu erlangen.
Schon 2015 publizierte die Gruppenleiterin und stellvertretende Direktorin Shi Zhengli erstmals über Experimente am WIV, bei denen ihr Team neue Spike-Proteine in die Hauptketten von Sars-ähnlichen Fledermaus-Coronaviren aus China einfügte. Es sollte erforscht werden, ob diese neuartigen Viren einerseits durch verbesserte Andockfähigkeit an ACE2-Rezeptoren in menschlichen Atemwegszellkulturen eine Epidemie auslösen und andererseits auch Lungenentzündungen in Labormäusen verursachen könnten. Sie selbst, ihre Forschungsgruppe und Kooperationspartner legten auch weitere wichtige Veröffentlichungen zu dieser Forschungsfrage vor.
Zu der Sammlung an Coronaviren in Wuhan gehörte eine Probe des Betacoronavirus RaTG13, welches zu 96,1 % mit SARS-CoV-2 identisch ist. Mit RaTG13 soll am WIV experimentiert worden sein. Eine Probe von RaTG13 war nach Angabe von Shi Zhengli am WIV vorrätig und wurde 2018 erneut mit einer verbesserten Technik sequenziert. In der Erstpublikation zu dem neuartigen Coronavirus von Anfang Februar 2020 wiesen Shi Zhengli und Kollegen zwar auf die Ähnlichkeit zu RaTG13 hin, sagten aber nichts zu Herkunft und Aufbewahrungsort.
Eine mögliche Verbindung zwischen RaTG13 und SARS-CoV-2 wurde kontrovers diskutiert. RaTG13 galt zunächst als das Coronavirus mit der größten genetischen Verwandtschaft. In Laos wurde allerdings 2021 eine Linie von drei Coronaviren gefunden (BANAL-52, BANAL-103 und BANAL-236, benannt nach dem Abstrichort bat anal swabs), welche ähnlich sind und besser an menschliche ACE2-Rezeptoren andocken können, aber keine Furin-Spaltstelle haben.

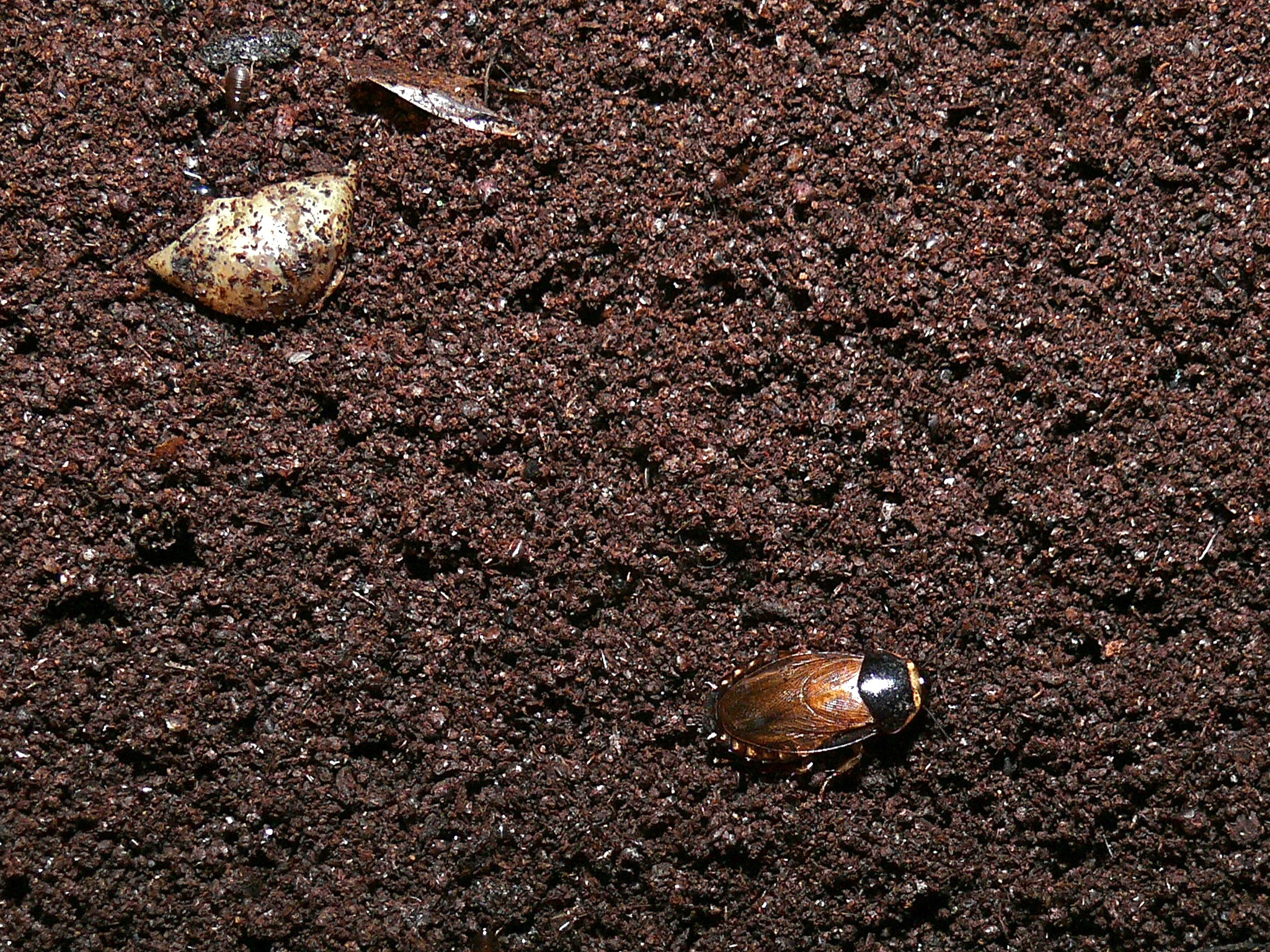
Fledermauskot (mit Schabe)

RaTG13 wurde 2012 in einer Höhle in der 1.800 km entfernten Provinz Yunnan entnommen, in der sich sechs Arbeiter, die Fledermauskot beseitigen sollten, mit einer Lungenkrankheit infiziert hatten, von denen drei verstarben. Nach dem Ausbruch der Pandemie fanden zwei indische Wissenschaftler eine Masterarbeit eines Studenten des Chinesischen Zentrums für Krankheitskontrolle und -prävention von 2016, die die damalige Lungenkrankheit als dem späteren Covid ähnlich beschreibt und zudem sagt, dass vier der erkrankten Höhlenarbeiter Antikörper gegen SARS-CoV hatten, einen Verwandten und Vorläufer von SARS-CoV-2. Shi Zhengli sagte jedoch später, dass diese Befunde falsch-positiv waren und anschließend von ihrem Labor korrigiert wurden. Die Krankheit sei nicht auf ein Coronavirus zurückgegangen.
Die beiden gleichen Wissenschaftler hatten in einem Preprint von Mai 2020 als erste bemerkt, dass RaTG13 als Probennummer 4991 am WIV vorrätig war. Shi Zhengli veröffentlichte daraufhin einen Nachtrag zu ihrer Erstveröffentlichung über das neuartige Coronavirus, in dem sie zugab, dass ihr Institut in Zusammenhang mit den mysteriösen Lungenerkrankungen RaTG13 als Probe aus der Höhle in Yunnan entnommen und sequenziert hatte.

### Biosicherheit am WIV
Diplomaten des State Departement warnten bereits 2018 vor Sicherheitsmängeln am WIV, was dazu führte, dass zwei US-amerikanische Wissenschaftsdiplomaten das Institut besuchten. In diplomatischen Dokumenten wurde spezifisch vor gefährlichen Forschungen an von Fledermäusen stammenden Coronaviren gewarnt.
Gegen Ende 2019 soll es zu einigen ungewöhnlichen Vorfällen in dem Institut gekommen sein. In der Nacht zum 12. September 2019 wurde die gesamte Virendatenbank des Instituts offline genommen. Im November 2019 sollen laut US-Geheimdienstinformationen drei Forscher des Instituts nach einer Erkrankung mit COVID-19-ähnlichen Symptomen im Krankenhaus behandelt worden sein. Auf denselben Monat gehen auch die ersten US-Berichte über eine Gesundheitskrise in Wuhan zurück. Eine von Kritikern in sozialen Netzwerken Chinas als Patientin Zero kolportierte Forscherin des Instituts verschwand, ihre sozialen Netzwerkaktivitäten und ihre Darstellung auf der Institutswebsite wurden als einzige unter den ehemaligen Angestellten gelöscht. In der Folge verschwanden auch Bürgerjournalisten, die versucht hatten, unabhängig aus Wuhan zu berichten.
Der Zwischenbericht eines Kongressausschusses des US-Senats (United States Senate Committee on Health, Education, Labor, and Pensions) fand Hinweise auf einen möglichen Laborvorfall und darauf gerichtete Gegenmaßnahmen im Herbst 2019. Die Dokumente wurden zusätzlich von dem investigativjournalistischen Nachrichtendienst ProPublica in Zusammenarbeit mit VanityFair ausgewertet. Allerdings wurden die Übersetzungen aus dem Chinesischen und die Deutungen des „Parteisprech“ in der Berichterstattung durch die Medien teils als mehrdeutig beschrieben.
Demnach zeigen chinesischsprachige Berichte im Intranet des WIV menschenunwürdige Arbeitsbedingungen unter hohem Publikationsdruck. Am 16. September habe das WIV ein Gutachten zur Generalüberholung der zentralen Lüftungsanlage angefordert, um zu verhindern, dass künftig kontaminierte Luft aus Versuchsräumen in andere Teile des Gebäudes entweiche. Am 12. November 2019 seien in Reaktion auf die vorausgegangene Freisetzung eines Pathogens am WIV durch die Parteiführung in Peking umfangreiche Schulungsmaßnahmen angeordnet worden, welche die Biosicherheit am Labor grundlegend ändern sollten. Diese wurden am 19. November durchgeführt. Zusätzlich wurden spezielle Luftreiniger bestellt, die mögliche Pathogene in Aerosolen verbrennen können, sowie ein Patent zur Erkennung von mangelhaften HEPA-Filtern angemeldet, welche dazu dienen, die bei Tierversuchen durch Ausatmung und Ausscheidungen entstehenden Aerosole unschädlich zu machen.
Als offiziell vermutetes Zentrum der ersten Infektionen wurde am 1. Januar 2020 der Huanan Seafood Market geschlossen. Am 2. Dezember 2019, 11 Tage vor dem ersten von China gemeldeten Covid-19-Erkrankungsfall mit Kontakt zum Huanan Seafood Market, war das Wuhan Center for Disease Control and Prevention (WHCDC) in unmittelbare Nähe zu diesem Markt verlegt worden. Die Nähe des Instituts zum Markt sorgte schon früh für Spekulationen, zumal sich mehrere frühe Infektionsfälle auf menschliche Übertragung in dort befindlichen Kantinen, Mah-Jongg-Räumen und Toiletten zurückführen lassen. Shi Zhengli, Gruppenleiterin am WIV, wies diese scharf zurück und verkündete: „Das neuartige Coronavirus 2019 ist die Natur, die die Menschheit dafür bestraft, unzivilisierte Lebensgewohnheiten beizubehalten. Ich, Shi Zhengli, schwöre bei meinem Leben, dass es nichts mit unserem Labor zu tun hat.“
Auch der angebliche COVID-19-Ausbruch am WIV bereits im November 2019 wurde dementiert. Einer der WIV-Mitarbeiter mit Covid-ähnlichen Symptomen verwies nach der Berichterstattung von 2021 schließlich darauf, dass dort bereits im März 2020 die betroffenen Mitarbeiter  mit negativem Ergebnis auf Antikörper gegen SARS-CoV-2 getestet worden waren.

### Gain-of-function-Forschung mit EcoHealth
Die EcoHealth Alliance erhielt über mehrere Jahre hinweg Fördermittel von den National Institutes of Health (NIH), insbesondere von deren Untereinheit, dem National Institute of Allergy and Infectious Diseases (NIAID), das von Anthony Fauci geleitet wurde. Ein Teil dieser Fördermittel floss an das WIV in China. Besonders relevant war ein NIH-Grant für das Forschungsprojekt Understanding the Risk of Bat Coronavirus Emergence („Verständnis des Risikos der Entstehung von Fledermaus-Coronaviren“), das von 2014 bis 2019 gefördert wurde. Daraus erhielt das WIV knapp 600.000 US-Dollar für Forschungen mit Coronaviren, die ein besonderes Risiko darstellen könnten.
Der Leiter von EcoHealth, der britische Zoologe Peter Daszak, arbeitete eng mit WIV-Wissenschaftlern zusammen und war Co-Autor mehrerer wissenschaftlicher Arbeiten mit Shi Zhengli. Während die NIH und Daszak bestritten, dass mit ihren Fördermitteln Gain-of-Function-Experimente am WIV finanziert wurden, gibt es Dokumente, die darauf hindeuten, dass genetische Manipulationen an Coronaviren durchgeführt wurden. Eine Veröffentlichung durch den Freedom-of-Information-Act 2021 deutet auf Projekte hin, bei denen Fledermaus-Coronaviren mit Spike-Proteinen kombiniert wurden, um ihre Fähigkeit zu testen, menschliche Zellen zu infizieren.
Denn EcoHealth reichte Anfang 2018 gemeinsam mit dem WIV einen entsprechenden Forschungsantrag mit dem Akronym DEFUSE bei der Defense Advanced Research Projects Agency (DARPA) ein. Der Antrag wurde abgelehnt, laut Daszak aus finanziellen Gründen; anderen Aussagen zufolge spielten auch Sicherheitsbedenken eine Rolle. Später kamen Spekulationen auf, dass das WIV diese Experimente danach möglicherweise mit anderen Mitteln weiterführte. Das WIV hatte seit 2017 Finanzierung vom chinesischen Militär erhalten, darunter auch für Geheimprojekte im Rahmen von Biowaffenforschung. Im April 2020 stellten die NIH schließlich die Finanzierung von EcoHealth für Forschung an Coronaviren in China ein. Im Januar 2025 suspendierte das US-Gesundheitsministerium Daszak und EcoHealth für fünf Jahre, nachdem der parlamentarische Untersuchungsausschuss (House Select Subcommittee on the Coronavirus Pandemic) Fehlverhalten festgestellt hatte.
Laut Antrag sollten die Forscher am WIV vorrätigen Sarscoronaviren aus Fledermauskot in der Höhle der Provinz Yunnan, darunter auch RaTG13, ein Spikeprotein mit Furin-Spaltstelle einfügen, um die Viren in humanisierten Mäusen für menschliche ACE2-Rezeptoren andockfähig und somit für Menschen hochansteckend werden zu lassen. Parallel sollten Impfstoffe für die neu geschaffenen Virenchimären entwickelt werden. Ziel war es demnach, das chinesische Militär bei einem möglichen Höhleneinsatz in der Provinz Yunnan vor Infektionen zu schützen, indem Fledermäuse immunisiert werden.
Zu den im Antrag genannten Kooperationspartnern gehörte auch Ralph Baric von der University of North Carolina at Chapel Hill, der seit 2005 über Expertise verfügte, um durch serielle Infektionen von transgenen Mäusen mit menschenähnlichen Lungen artfremde Coronaviren schnell an die neuen Wirte anzupassen. Sein weiterer Forschungsschwerpunkt war die gentechnische Zusammensetzung der Eigenschaften verschiedener Coronaviren, um für Menschen ansteckendere Linien zu entwickeln. Zu den weiteren Vorarbeiten zählte eine am WIV durchgeführte Doktorarbeit aus dem Jahre 2017, welche eine Methode entwickelte, bei Sars-ähnlichen Fledermaus-Coronaviren das S-Gen, welches das Spike-Protein codiert, so auszutauschen, dass keine Spuren des gentechnischen Eingriffes zurückbleiben.

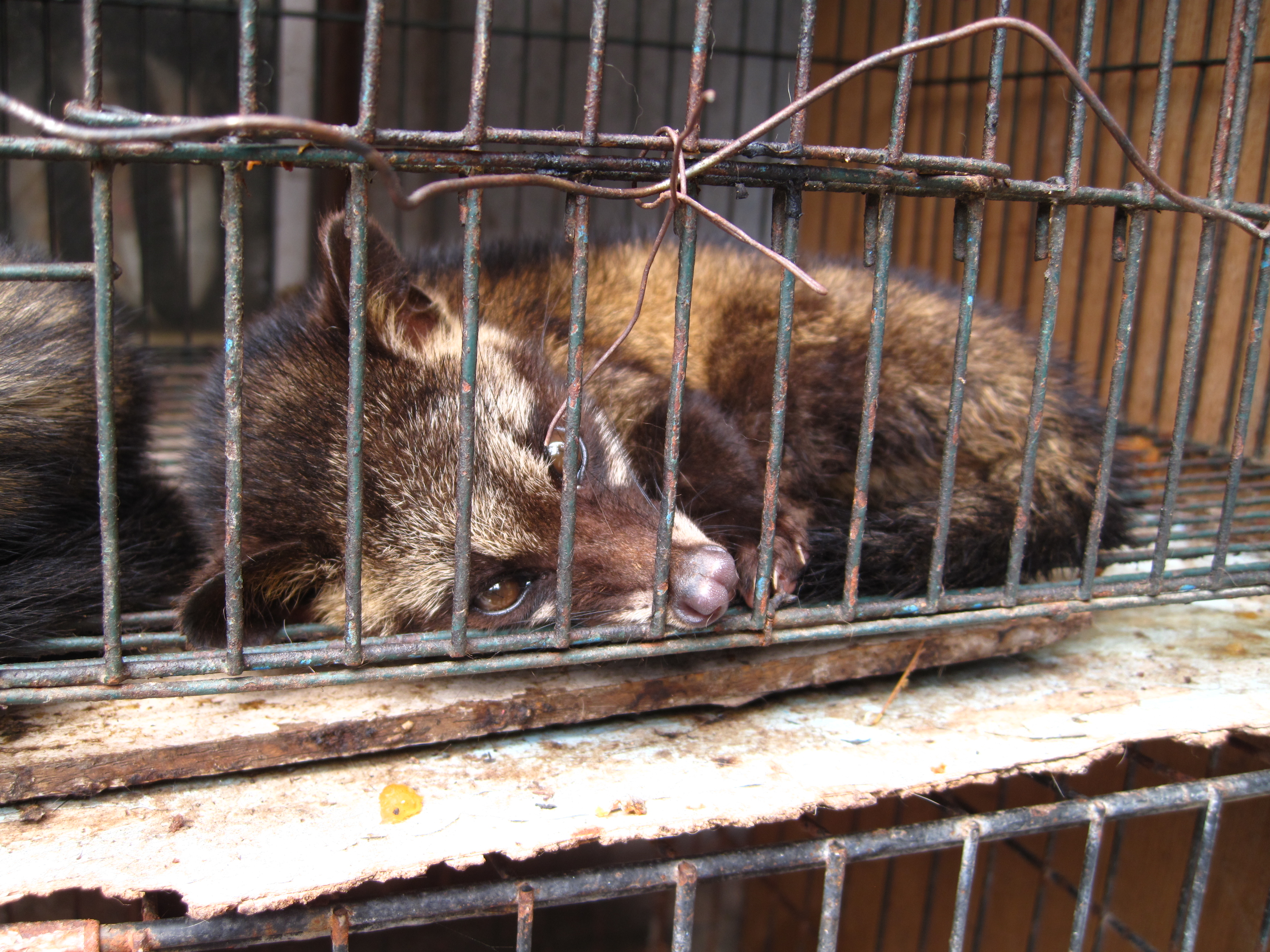
Zibetkatze in Käfighaltung

Kommentierte Entwürfe des DEFUSE-Antrages, die 2024 geleakt und veröffentlicht wurden, zeigen, dass sich die Antragsteller darüber bewusst waren, dass diese Forschung eine Pandemie auslösen könnte. Zudem belegen die Dokumente, dass die Forschungsgruppe aus Wuhan aus Kostengründen geplant hatte, die Experimente an Labormäusen ohne Beachtung der internationalen Standards unter biosafety level 2 (BSL-2)-Bedingungen durchzuführen. Dabei sind für den Atemschutz lediglich OP-Masken vorgesehen. Es besteht das Problem, dass die Labormäuse bei den Experimenten virushaltige Aerosole freisetzen, die sich in Innenräumen überall verbreiten. Diese Entwürfe des Antrages sagen zudem ausdrücklich, dass diese Forschung durch gezielte Rekombination im Tierversuch an Fledermausviren chimärische Spikeproteine anfügen sollte, die an ACE2-Rezeptoren in Atmungsorganen von Menschen und Zibetkatzen andocken können.

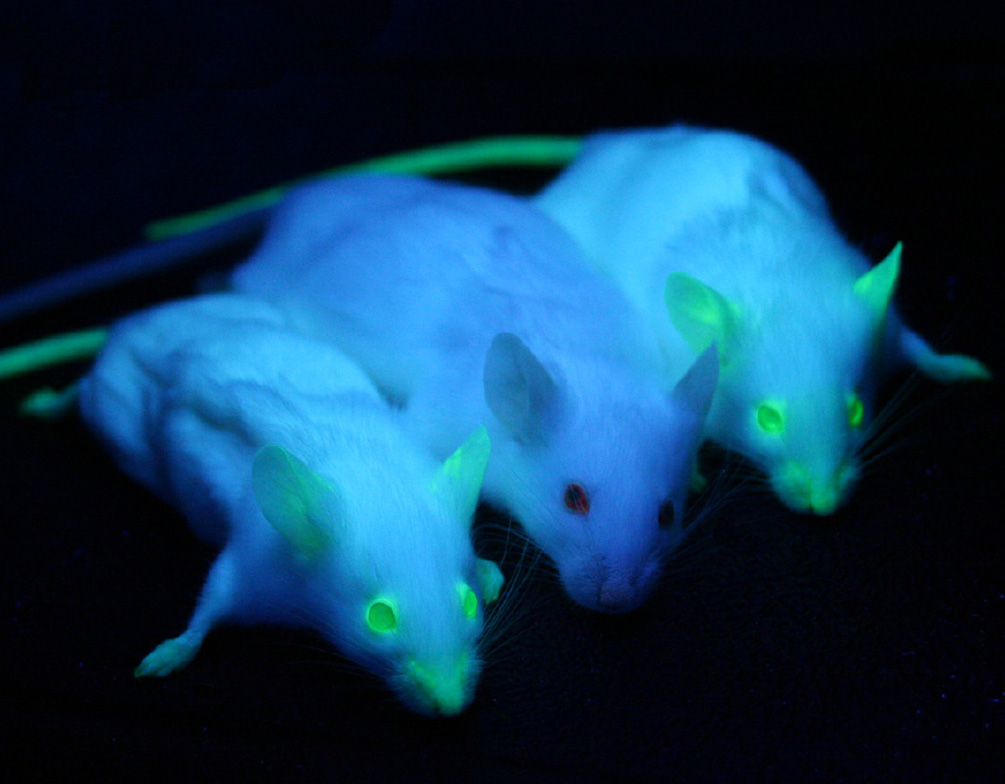
Zwei transgene Mäuse (GFP-exprimiert), in der Mitte eine Wildmaus, unter Neonlicht

Laut einer Stellungnahme von Shi Zhengli gegenüber Science vom Juli 2020 führte ihre Gruppe von Ende 2018 bis Ende 2019 in Wuhan ein Projekt durch, um in lebenden humanisierten (transgenen) Labormäusen (mit exprimierten ACE2-Rezeptoren) und in Zibetkatzen SARS-ähnliche Fledermaus-Coronaviren auf ihre Andockfähigkeit an menschliche ACE2-Rezeptoren gentechnisch zu optimieren. Die Publikationen dazu sollten eigentlich in Kürze folgen. US-amerikanische Kooperationspartner sagten gegenüber der Times of London aus, dass diese Forschungen das Einfügen einer Furin-Spaltstelle in die Sarscororonaviren beinhalteten.

“The investigators spoke to two researchers working at a US laboratory who were collaborating with the Wuhan institute at the time of the outbreak. They said the Wuhan scientists had inserted furin cleavage sites into viruses in 2019 in exactly the way proposed in Daszak’s failed funding application to Darpa.”

Laut dem gleichen Zeitungsbericht vom 10. Juni 2023 liegen auch Hinweise vor, dass in diesem Zusammenhang humanisierte Labormäuse mit RaTG13 und einem ähnlichen Pathogen aus der Mine in Yunnan seriell infiziert wurden. Dabei wird jeweils die gefährlichste Linie für die weitere Infektionskette ausgesucht. Statt in einer mehrjährigen natürlichen Entwicklung könne durch diesen Prozess in einigen Wochen oder Monaten ein neuartiges Virus hervorgebracht werden.
Nach US-amerikanischen Geheimdienstinformationen führte im gleichen Zeitraum eine weitere Forschungsgruppe in Wuhan ein ähnliches Studiendesign an gefährlicheren MERS-Viren durch.

### Eigenschaften von SARS-CoV-2
Die analysierten frühen Genome von SARS-CoV2 weisen keine Hinweise auf Rekombinationsereignisse auf. Darunter versteht man die Kombination von Eigenschaften, wie hier der Furin-Spaltstelle, mit einem SARS-ähnlichen Coronavirus durch Mehrfachinfektion und dabei auftretende Brüche der Nukleinsäureketten ohne gentechnische Veränderung (etwa durch reverse Genetik). Schon im April 2020 wurde die Furin-Spaltstelle als Auffälligkeit gesehen, da sie bei SARS-ähnlichen Coronaviren sonst nicht vorkommt.

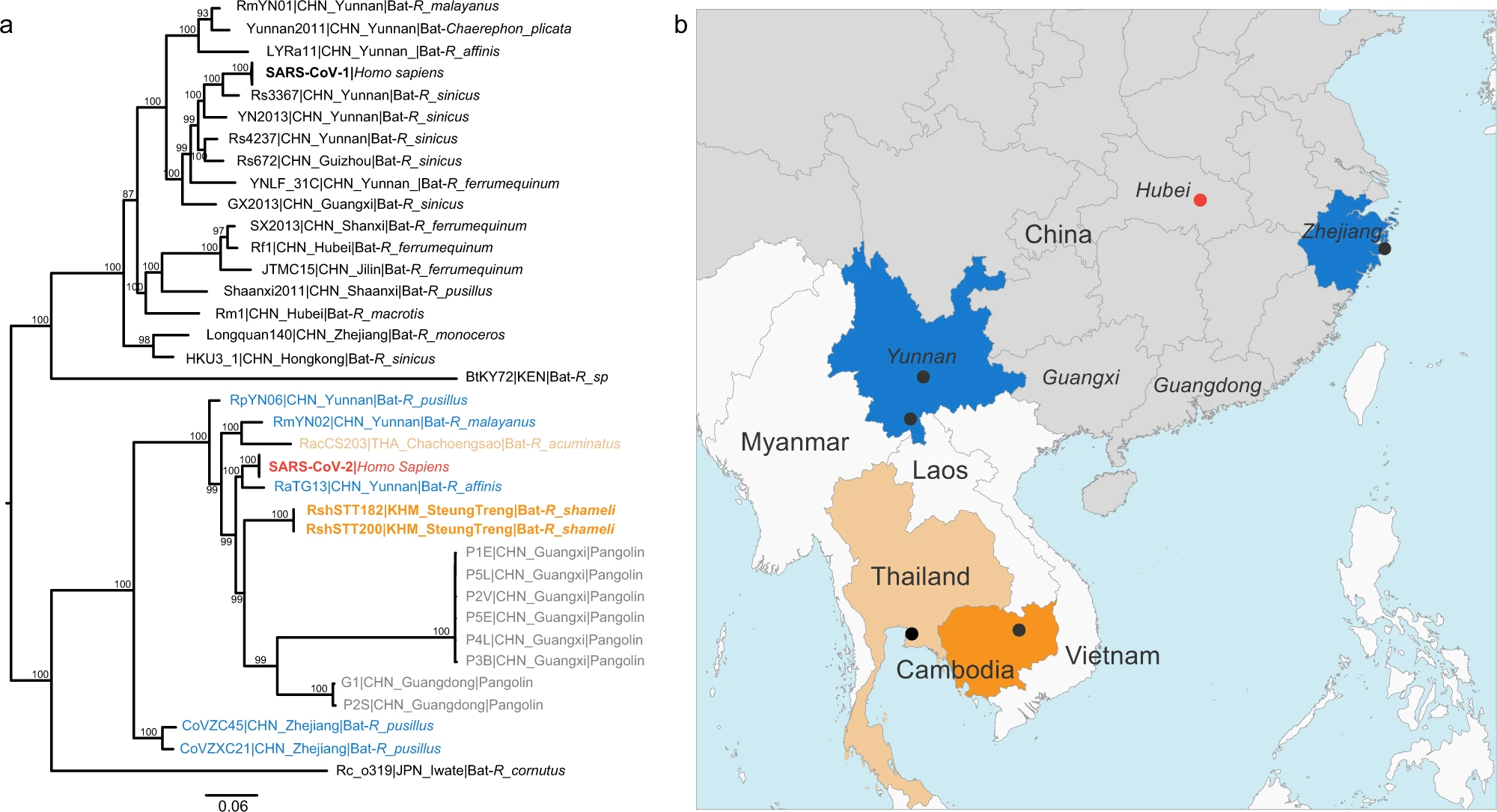
Phylogenetischer Baum von SARS-CoV-2 und eng verwandten Betacoronaviren (links) und ihr geografischer Kontext (rechts)

Die Forschung ging schon im Sommer 2020 davon aus, dass die natürliche Evolution des entscheidenden Rezeptorbindungsmotivs von SARS-CoV-2 mehrere Jahrzehnte in Anspruch nehmen würde. Daher müsste die Vorgängerlinie in Fledermausviren auch bereits seit Jahrzehnten in Umlauf sein. Bis Ende 2021 wurden dann aber bereits über 80.000 Proben von Wildtieren (darunter 17.000 von Fledermäusen) in China entnommen, und zwar – ganz anders als bei vergleichbaren früheren Ausbrüchen – ohne irgendeinen Hinweis auf einen direkten Vorgänger zu liefern. Mit RaTG13 verwandte Funde aus dem an die chinesische Provinz Yunnan grenzenden Laos (wie BANAL-52, BANAL-103 und BANAL-236) weisen zudem keine Furin-Spaltstelle auf.
Verschiedene Eigenschaften in der Struktur von SARS-CoV-2 wurden als mögliche Indizien für einen Laborunfall vorgebracht. Für Befürworter eines Laborunfalls, wie Alina Chan, sei das Virus bereits „vorangepasst“ an den Menschen gewesen, als es Ende 2019 erstmals entdeckt wurde. So hätte es gegenüber anderen Coronaviren wie SARS-CoV schon von Beginn an sehr effizient Menschen infizieren können, was Chan als ein Anzeichen für eine labortechnische Optimierung ansah. Als Gegenargument wurde vorgebracht, dass SARS-CoV-2 eine ganze Reihe von Wirten befallen kann. So wurden große Ausbrüche bei Nerzen mit Rückübertragung auf den Menschen dokumentiert, was gegen eine spezifische Optimierung auf menschliche Wirte spreche.

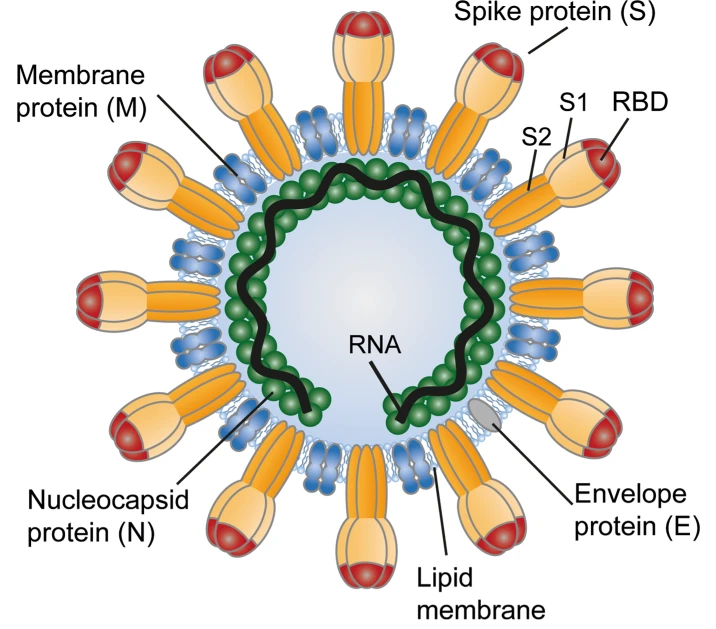
SARS-CoV-2 mit Spike-Protein

Im November 2020 veröffentlichten Rossana Segreto und Yuri Deigin in der Zeitschrift BioEssays eine Untersuchung, in der sie postulieren, SARS-CoV-2 könne durch Kombination eines Fledermaus-Coronavirus-Genoms (ähnlich RaTG13) mit der Rezeptorbindungsdomäne (RBD) eines Pangolin-Coronavirus im Labor entstanden sein. Als Argumente dafür wurden u. a. Auffälligkeiten an der Furin-Spaltstelle im Spike-Protein des Virus sowie seine außergewöhnlich gute Bindung an ACE2-Rezeptoren genannt.
In einer Gegendarstellung in derselben Zeitschrift wurde allerdings darauf verwiesen, dass eine derartige Kombination von Pangolin- und Fledermaus-Coronaviren auch in der Natur entstanden sein könnte. Deigin und Segreto veröffentlichten daraufhin eine Studie, in der sie die Einzigartigkeit der Einfügung der zwölf Nukleotide langen Furin-Spaltstelle unter den Sarbecoviren betonten.
Dabei ist RaTG13 lediglich zu 77 % mit der für die menschliche Ansteckung entscheidenden RBD ähnlich. Schon früh fiel somit auf, dass SARS-CoV-2 eine Chimäre zweier verschiedener Viren sein könnte. Es wurde außerdem darauf hingewiesen, dass die Unterschiede in den RBD zu Pangolinviren immer noch zu groß sind, als dass diese als Zwischenwirte anzunehmen wären.
Zwar sind die Abweichungen von fast 4 % zwischen RaTG13 und den ersten veröffentlichten Sequenzen von SARS-CoV-2 zu groß, als dass RaTG13 der direkte Vorfahre sein könnte, doch wies eine wissenschaftliche Studie aus Tschechien darauf hin, dass die Mehrzahl der Abweichungen trivialer Natur ist und sich in neuen Wirten rapide entwickeln kann. Der Befund spricht nach Ansicht der Autoren dafür, dass SARS-CoV-2 nach dem ursprünglichen Spillover längere Zeit unter Menschen zirkulierte, bevor die ersten Sequenzen veröffentlicht wurden.
Das Spike-Protein von SARS-CoV-2 trägt zudem eine Aktivierungssequenz an der sogenannten S1/S2-Spaltstelle, welche es hochansteckend für Menschen macht und für die Nagetiere (z. B. Labormäuse) als Zwischenwirte in Frage kommen. Diese spezielle S1/S2-Spaltstelle kommt in der Natur weder bei SARS- noch bei MERS-CoV vor.
Eine auffällige Sequenz von SARS-CoV-2, die aus 19 Nukleotiden besteht und insbesondere die 12 Nukleotide der Furin-Spaltstelle umfasst, ist zu 100 % identisch mit der gentechnisch veränderten Sequenz eines von Moderna angemeldeten Patents zur Krebstherapie von Februar 2016. Die Wahrscheinlichkeit der zufälligen Entstehung dieses Segments von 19 Nukleotiden wird mit eins zu drei Billionen angegeben.
Ergebnisse einer Forschungsgruppe der Universität Ulm, veröffentlicht in Nature Communications, konnten zudem zeigen, dass der künstliche Austausch einer einzigen Aminosäure im Spike-Protein von RaTG13 im Labor ausreicht, damit dieses Protein über den ACE2-Rezeptor an menschliche Zellen andocken und zu deren Infektion führen kann.
In einem 2022 veröffentlichten Preprint wurde ein auffälliges Muster an Schnittstellen für bestimmte Restriktionsenzyme (BsaI und BsmBI) als Indikator für eine synthetische Entstehung von SARS-CoV-2 vorgebracht. Die Universität Würzburg (an der einer der drei Autoren des Preprints arbeitet) veröffentlichte in Reaktion darauf eine Stellungnahme, die methodische Schwächen in der Arbeit bemängelte und die Schlussfolgerung deshalb verwarf.

### Unregelmäßigkeiten bei den frühen Fallmeldungen aus China
China hat die ersten laborbestätigten Fälle und die Verdachtsfälle von Covid, die es an die Weltgesundheitsorganisation (WHO) gemeldet hat, ausschließlich selbst ausgewählt. China gab dabei an, diese Auswahl aufgrund der klinischen Symptomatik, teils auch aufgrund von nachträglichen Tests, getroffen zu haben.
Diese Auswahl wurde kritisiert. Chinesische Wissenschaftler veröffentlichten in der Fachzeitschrift The Lancet im Januar 2020 erstmals Covidfälle, darunter einen laborbestätigten Fall vom 1. Dezember 2019 (gerechnet ab dem Symptombeginn), der keinen Kontakt zum Markt hatte und später nirgendwo mehr auftauchte. Die South China Morning Post berichtete unter Berufung auf geleakte Regierungsdaten aus China von neun bestätigten Fällen bereits ab dem 17. November, von denen keiner der Indexpatient war.
Yu Chuanhua von der Universität Wuhan sagte im Februar 2020 in einem Interview gegenüber der chinesischen medizinischen Fachzeitung Health Times, dass von ihm gesehene Unterlagen zwei bestätigte Fälle aus dem November sowie einen Verdachtsfall von Ende September zeigten. Um die gleiche Zeit untersagte das Chinese Center for Disease Control and Prevention (CDC) die Weitergabe von Informationen zu der Pandemie ohne seine Genehmigung. Yu Chuanhua zog daraufhin seine Aussage zurück, dass die Fälle bestätigt waren. Der Staatsrat der Volksrepublik China ordnete an, dass alle Veröffentlichungen zu COVID-19 seiner Genehmigung bedürfen, um sicherzustellen, dass sie „wie Züge in einem Schachspiel“ untereinander abgestimmt sind. An die WHO wurden nur Fälle mit Symptombeginn ab dem 8. Dezember gemeldet.
Besucher von China berichteten ebenfalls von frühen Erkrankungsfällen. Ein britischer Austauschlehrer in Wuhan sagte, dass er im Dezember 2019 positiv auf das Coronavirus getestet wurde und seit Ende November Erkältungs-, seit Anfang Dezember Grippesymptome hatte. Einige hundert Teilnehmer an den Sommer-Militärweltspielen in Wuhan von Ende Oktober 2019 aus den USA und aus Europa berichteten nach ihrer Heimkehr von Covid-ähnlichen Symptomen. Sechs von 138 Teilnehmern aus Spanien, die mehrere Monate später spezifische Covid-Antikörpertests beantragt hatten, wurden dabei positiv getestet.
China hat durch die Anwendung von Falldefinitionen eine Vorauswahl unter den frühen Covidfällen getroffen. Die erste Veröffentlichung dieser Fälle in The Lancet, die mit Ausnahme des oben erwähnten Falles vom 1. Dezember 2019 an die WHO gemeldet wurden, beruht auf einer Vorauswahl der Wuhan Municipal Health Commission (WHC) vom 30. Dezember. Diese Kommission suchte in den städtischen Krankenhäusern nach Patienten mit Lungenentzündung ungeklärter Ursache und überwies sie in die Jinyintan-Infektionsklinik.
Laut Informationen der Washington Post setzten die dabei angewendeten Falldefinitionen Kontakt zum Huanan Seafood Market oder ähnliche Exposition voraus, die auch den übrigen städtischen Krankenhäusern und der Einrichtung zur Genomsequenzierung, welche die Fälle bestätigen konnte, vorgeschrieben wurden. Die Krankenhäuser durften selbst dann Verdachtsfälle nicht melden, wenn ihr eigenes Personal sich infiziert hatte. Ärzte, die auch andere dringende Verdachtsfälle oder sogar die Möglichkeit einer Übertragung von Mensch zu Mensch melden wollten, wurden zurechtgewiesen und zum Schweigen gebracht. Die Proben für die in Nature veröffentlichten Sequenzierungen wurden alle in der Jinyintan-Klinik entnommen, in welche die ausgesuchten Patienten verlegt worden waren.

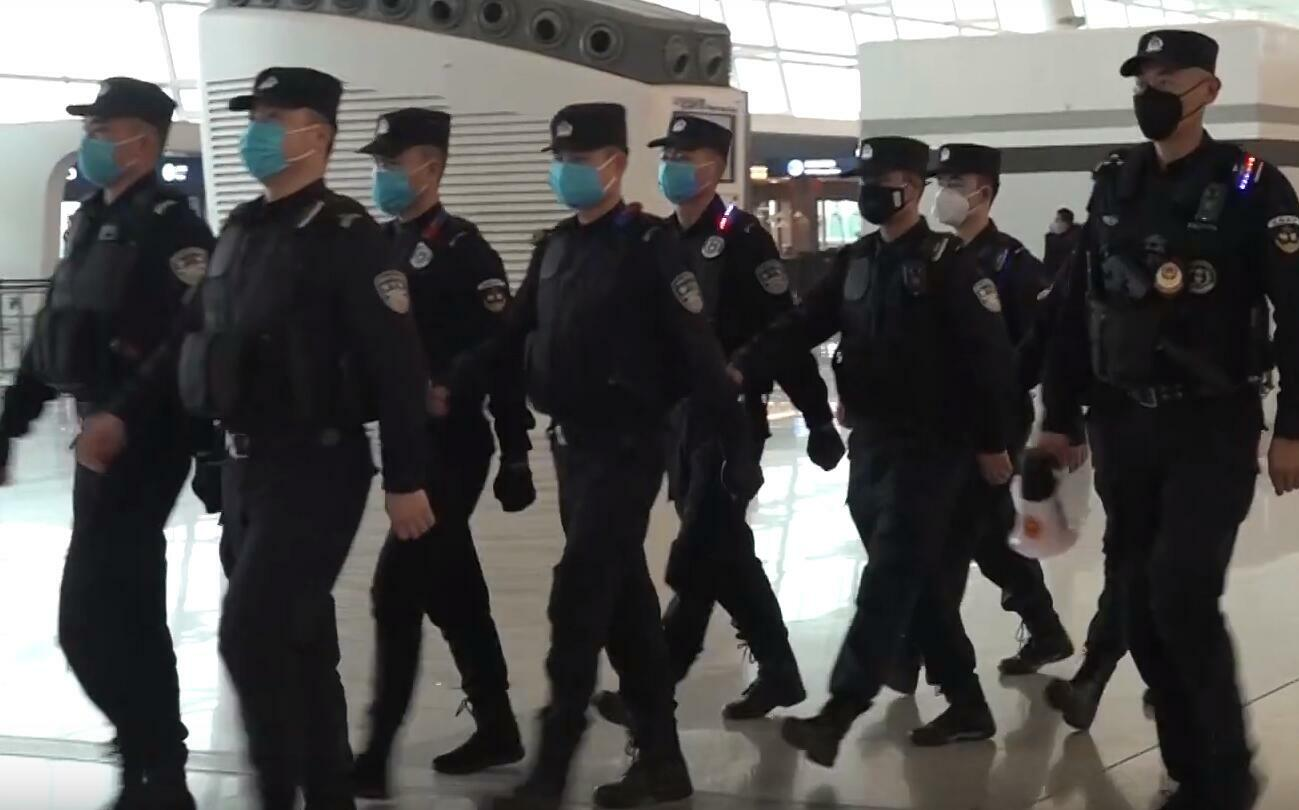
Polizei am Flughafen von Wuhan am 23. Januar 2020

Ein leitender Arzt eines städtischen Krankenhauses sagte Anfang Januar gegenüber der investigativjournalistischen chinesischen Mediengruppe Caixin aus, dass auf Anweisung der Kommission von den schwer erkrankten Verdachtspatienten, die in der Intensivstation isoliert werden mussten, nur solche getestet wurden, welche die Falldefinition erfüllten. Der Arzt warnte die Kommission davor, dass aufgrund der Falldefinition Verdachtsfälle nach Hause geschickt werden und dort andere infizieren könnten. Das Interview wurde gelöscht, ist aber in der Straits Times in Übersetzung erschienen.

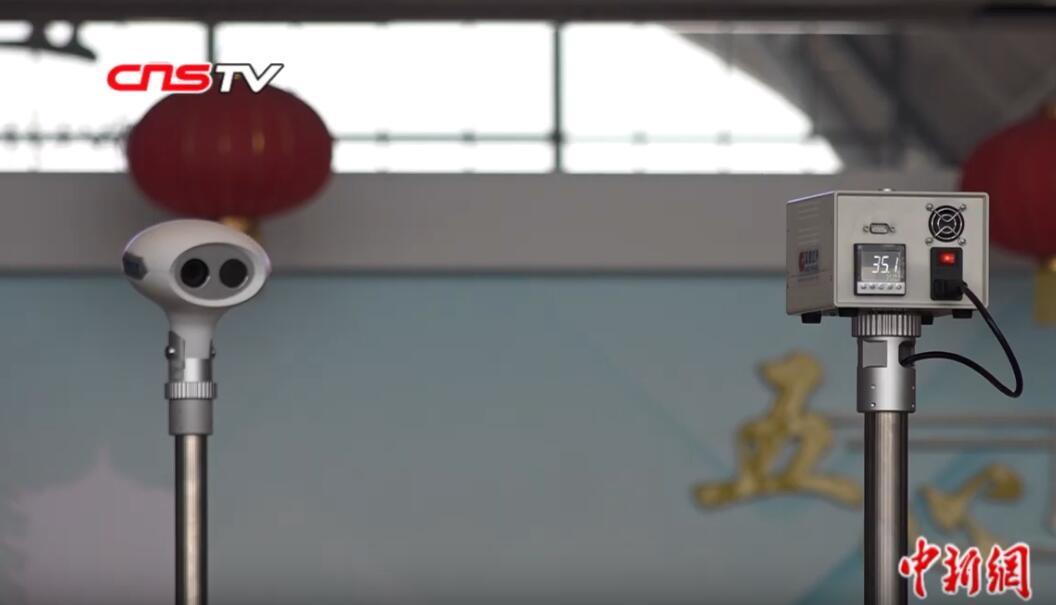
Infrarotkamera zur Bestimmung der Körpertemperatur am Bahnhof von Wuhan (24. Januar 2020)

Die erste Anfrage an die WHO, ob die neue Erkrankung sich von Mensch zu Mensch übertrage, ging am 31. Dezember von Taiwan ein, das geheimdienstliche Informationen über den Ausbruch hatte. China hatte dies zunächst verneint und erklärte erst am 20. Januar im nationalen Fernsehen, dass sich das neuartige Coronavirus von Mensch zu Mensch übertragen kann. Geleakte Regierungsdaten zeigen, dass China noch Anfang Februar einen Großteil der aktuellen Infektionsfälle nicht veröffentlichte und dass viel Zeit bis zu den Tests verging.
Taiwan wurde über den Ausbruch der Pandemie nicht von der WHO informiert, aber zusammen mit China auf die Länder-Quarantäneliste gesetzt, da China dessen Unabhängigkeit nicht anerkennt. Am 28. Januar 2020 empfing der Generaldirektor der WHO, Tedros Adhanom Ghebreyesus, den chinesischen Staatspräsidenten Xi Jinping, kritisierte westliche Länder für ihre Forderung nach Aufklärung und lobte die Transparenz Chinas, während in China Bürger für Aussagen zu der Pandemie in sozialen Netzwerken verhaftet wurden. Tedros hatte als Gesundheitsminister Äthiopiens wiederholt Choleraausbrüche vertuscht und war bei seiner Wahl als Generaldirektor der WHO 2017 von China unterstützt worden, nachdem noch sein Vorgänger China bei der SARS-Pandemie 2002/2003 Vertuschung vorgeworfen hatte. Die Zahlungen an die WHO hatte China um 52 % erhöht.
China bestätigte im Mai 2020 offiziell, dass es bereits zu Beginn der Pandemie die Proben von unautorisierten Laboren hatte vernichten lassen. Laut einem Bericht aus Japan drohte die Kommunistische Partei im Spätsommer 2020 Ärzten aus Wuhan, die Informationen über den Beginn des Ausbruchs weitergeben, eine Verurteilung wegen Spionage an, für die in China die Todesstrafe verhängt werden kann. Der Aufforderung durch die WHO, Zugang zu 508 Genomsequenzen zu gewähren, die von Patienten im Januar und Februar 2020 stammten und in eine interne Datenbank hochgeladen worden waren, kam China nicht nach.

### Folgen für die wissenschaftliche Auswertung

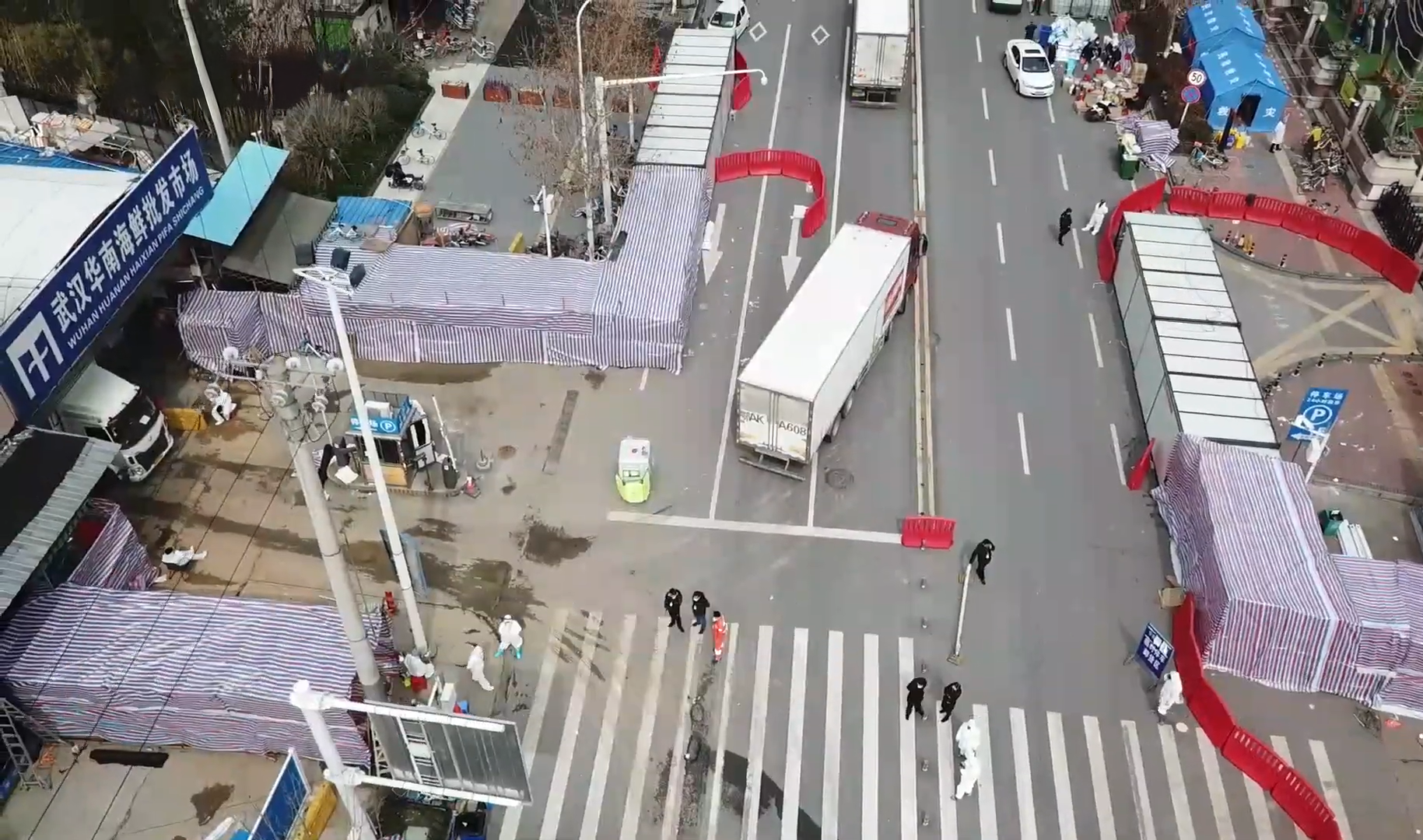
Desinfektionsarbeiten am Eingang zum Huanan-Fischmarkt am 4. März 2020

Die von China an die WHO gemeldeten und geographisch verorteten Fälle waren die Datenbasis für die von Michael Worobey, Jonathan Pekar und Kollegen 2022 in Science veröffentlichte entscheidende Studie, welche den Huanan-Fischmarkt als Epizentrum der Pandemie festlegte. Die Autoren gingen davon aus, dass die frühen Fälle mit Symptombeginn vom 18. bis zum 29. Dezember 2019 keiner Vorauswahl oder Meldeverzerrung unterlagen, und kamen zu dem Ergebnis, dass 55 von 168 Fällen aus Wuhan eine Verbindung zu dem Markt hatten. Die Auswertung von Meldungen auf dem chinesischen Mikroblogging-Dienst Weibo von Januar und Februar 2020 ergab dagegen einen Schwerpunkt im Zentrum von Wuhan, abseits des Fischmarktes, und eine Verteilung über die Stadt. Aber auch die Fälle im Dezember, die keinen direkten Kontakt zum Fischmarkt hatten, seien meist in relativer räumlicher Nähe zu verorten gewesen.
Dabei hatte China 100 getestete und laborbestätigte Fälle an die WHO gemeldet und zusätzlich 74 Fälle, die nicht getestet wurden, aber den Falldefinitionen entsprachen. In insgesamt 168 Fällen lagen Informationen zu vorausgegangenen Kontakten vor. Neben Kontakten zum Fischmarkt waren Kontakte zu anderen Märkten in Wuhan, zu Tierkadavern und zu Fleisch in der Tiefkühlkette des Fischmarktes sowie zu Kontakten zum Fischmarkt die Auswahlkriterien.
Laut einer Studie von Steven Massey, Steven Quay und Kollegen wurden zudem in einer weiteren wichtigen Studie zu der Markttheorie mehrere Genomsequenzen, die ihrer Schlussfolgerung widersprachen, zu Unrecht ausgeschlossen, obwohl sie von China veröffentlicht worden waren. Pekar, Worobey und Kollegen hatten nämlich 2022 argumentiert, dass es aufgrund des Vorkommens von zwei Linien des Virus (lineage A und lineage B) auch mindestens zwei verschiedene Spillovers, also zoonotische Übertragungen von Tier auf Mensch, gegeben haben müsse, die erste – und zwar nach dieser Ansicht Linie B – um den 18. November 2019 herum, die zweite etwas später. Damit gingen sie auf das Problem ein, dass in Proben mit Bezug zum Fischmarkt bis dahin nur die spätere Linie B gefunden wurde, die früher zirkulierende Linie A dagegen nur bei frühen Fällen, die keinen Kontakt zum Fischmarkt hatten, was bedeutete, dass die Fälle vom Fischmarkt nicht die frühesten gewesen sein können. Pekar, Worobey und Kollegen hatten demnach 20 Genome, die Übergänge zwischen Linie A und Linie B aufweisen und somit für eine längere Evolution in der Übertragung von Mensch zu Mensch sprechen, mit der Begründung aussortiert, dass diese Genomsequenzen auf Verunreinigung im Labor zurückzuführen seien. Weitere 14 Genomsequenzen mit möglichen Übergängen zwischen Linie A und B hätten sie darüber hinaus gar nicht für ihre Studie berücksichtigt.
Steven Quay, der auch den Untersuchungsausschuss des US-Repräsentantenhauses zum Pandemieursprung (Select Subcommittee) beraten hat, veröffentlichte außerdem einen Preprint auf Zenodo mit Auszügen einer Datenbank von Genomsequenzen vom 10. Dezember 2019, welche ein unveröffentlichtes Cluster von vier Covid-Fällen im Militärkrankenhaus nahe des Wuhan Institute of Virology anzeigen und zudem Linie A darstellen sollen.
Auch laut einer Auswertung von SARS-CoV2-Proben aus der Frühphase der Pandemie von Jesse Bloom (2021) waren die Genomsequenzen vom Fischmarkt bereits weiter von dem Ursprungstyp entfernt als solche von anderswo, einschließlich einiger Daten, die bis Anfang Februar 2020 in chinesische Datenbanken gestellt und später gelöscht worden waren. Das Virus müsste demnach also bereits ein paar Monate vor Dezember unter Menschen zirkuliert sein. Die vorerst abschließende Studie zur Markttheorie mit Co-Autoren Pekar, Worobey und Kollegen von September 2024 wies auf einen nachträglich entdeckten Fund von Linie A in einer Umweltprobe aus dem Fischmarkt hin, die sich allerdings bereits durch zwei Mutationen von der Linie-A-Wurzel unterschied. Eine kurz zuvor erschienene Studie hatte dagegen noch eingewendet, dass dieser Genomfund von schlechter Qualität und aus zusammenhanglosen Bruchstücken zusammengesetzt sei.
Einzelne Forscher hatten möglicherweise einen Wissensvorsprung bei der Entwicklung infektionsmedizinischer Maßnahmen, der ebenfalls darauf hindeutet, dass der Ausbruch intern früher bekannt war als offiziell zugegeben. So schickte ein Team um Shi Zhengli bereits am 25. Januar 2020 ein fertiges Manuskript mit Ergebnissen zur Therapie von Covid mit Remdesivir und Chloroquin an eine Fachzeitschrift. Ein kalifornisches Pharma-Unternehmen mit Zweitsitz in China konnte nach eigener Angabe bereits im November 2019 mit der Entwicklung von Antikörpertests beginnen.
Der chinesische Militärwissenschaftler und Kooperationspartner von Shi Zhengli, Zhou Yusen, legte außerdem bereits im Februar 2020 ein Patent für einen Corona-Impfstoff vor. Nach Informationen US-amerikanischer Ermittler müsste er spätestens im November 2019 mit der Entwicklung begonnen haben. Im Mai erschien dann ein wissenschaftlicher Aufsatz, der hinter seinem Namen als Autor in Klammern die Ergänzung „verstorben“ führte. Es liegen keine offiziellen Informationen zu der Todesursache vor, nach Informationen der Times soll er aber an den Folgen eines Sturzes vom Dach des WIV gestorben sein. Bereits im Juni 2020 begann China als erstes damit, sein Militär mit einem selbstentwickelten Impfstoff zu versorgen. Anfang 2023 wurde der Co-Autor des Patents für den russischen Impfstoff Sputnik V in Moskau mit einem Gürtel erdrosselt.

## Einschätzungen und Diskussion

### Öffentliche und politische Diskussion
Von Anfang an war die Diskussion um den Ursprung von COVID-19 kontrovers. So behauptete US-Präsident Donald Trump schon in den Monaten nach dem Ausbruch, das neuartige Virus stamme aus einem Labor, ohne Beweise dafür vorzulegen, und bezeichnete SARS-CoV-2 öffentlich als „China-Virus“ und als „Kung flu“. Kritiker warfen ihm daher vor, Rassismus gegen Asiaten und Verschwörungstheorien zu verbreiten. Die Labor-Hypothese wurde in der Frühphase der Pandemie vorwiegend von der rechtskonservativen US-Presse und von Alternativmedien vertreten.
Von der Regierung der Volksrepublik China wurde die Labor-Hypothese vehement abgestritten. Einige Mitglieder der chinesischen Regierung haben eine Gegenverschwörungstheorie aufgestellt, die behauptete, dass SARS-CoV-2 seinen Ursprung in der amerikanischen Militäreinrichtung Fort Detrick haben soll. Russische und chinesische Medien verbreiteten außerdem das Gerücht, dass die USA das Virus in einem Labor in der Ukraine oder in Georgien hergestellt hätten. Gleichzeitig weigerte sich die chinesische Regierung, wichtige Daten zu veröffentlichen, die bei der Aufklärung der Frage nach dem Ursprung der Pandemie hätten helfen können. China reagierte mit Handelssanktionen gegen Australien, nachdem sich das Land für eine unabhängige Untersuchung ausgesprochen hatte.
Im Laufe des Jahres 2021 kam die Labor-Hypothese zunehmend in den Mainstream-Medien an und wurde offener diskutiert. Grund dafür war eine Reihe von neuen Berichten, darunter ein Report des Wall Street Journal vom Mai 2021 über Erkrankungen von WIV-Forschern gegen Ende 2019. Im Mai 2021 hob die Plattform Facebook ihr Verbot für die Verbreitung der Labor-Hypothese auf, welche bis dahin als Falschinformation gegolten hatte.
US-Präsident Joe Biden wies die US-Geheimdienste im Mai 2021 an, innerhalb von 90 Tagen einen Bericht darüber vorzulegen, ob COVID-19 durch den Kontakt eines Menschen mit einem infizierten Tier oder durch ein versehentliches Leck in einem Labor entstanden sei. Im März 2023 wurde in den USA ein Gesetz verabschiedet, welches Geheimdienstinformationen zum Ursprung der Pandemie der Öffentlichkeit zugänglich machte.
Im Dezember 2024 veröffentlichte das House Select Subcommittee on the Coronavirus Pandemic des US-Repräsentantenhauses seinen Abschlussbericht, der zum Schluss kam, dass das Coronavirus „höchstwahrscheinlich aus einem Labor in Wuhan stammt“. Als Gründe für diese Annahme wurden die biologischen Eigenschaften von SARS-CoV-2, Hinweise auf eine einzige menschliche Einführung von COVID-19 in die menschliche Population, die konkrete Gain-of-function-Forschung an SARS-ähnlichen Coronaviren, die Sicherheitslücken und die möglichen Infektionen von Mitarbeitern am WIV 2019 sowie das Fehlen von klaren Beweisen für eine Zoonose angeführt. Abschließende Beweise wurden dabei jedoch nicht vorgelegt.
Bundesgesundheitsminister Karl Lauterbach mahnte angesichts nachrichtendienstlicher Erkenntnisse im März 2023, dass sich die Regierung besser auf mögliche zukünftige Pandemien vorbereiten müsse, und zwar insbesondere auf menschengemachte:

„Egal wie es jetzt im konkreten Fall gewesen ist. Es wird immer einfacher möglich werden, Viren so zu manipulieren, auch andere Erreger, dass sie für Menschen gefährlich sind. Das wird durch künstliche Intelligenz noch beschleunigt. Wir bekommen da auf jeden Fall eine zusätzliche Gefahr. Das ist ganz klar, da müssen wir besser vorbereitet sein.“

China bestreitet, dass am Wuhan Institute of Virology jemals Gain-of-function-Forschung an Coronaviren stattgefunden hat.

### Weltgesundheitsorganisation (WHO)
Im November 2020 wurde Peter Daszak Leiter einer 12-köpfigen Task Force der Lancet COVID Commission unter Leitung des Ökonomen Jeffrey Sachs, welche den Ursprung von COVID-19 untersuchen sollte. Nach 10 Monaten wurde die Task Force jedoch von Sachs aufgelöst, der Daszak und weiteren Mitgliedern vorwarf, voreingenommen zu sein. Die Lancet COVID Commission stellte schließlich im September 2022 einen Bericht vor, in dem weder eine natürliche Entstehung von SARS-CoV-2 noch ein Laborunfall ausgeschlossen wurde. Dass der Report auch einen möglichen Ursprung des Virus in einem US-amerikanischen Labor nicht ausschließen wollte und den National Institutes of Health Intransparenz vorwarf, sorgte für Kritik.
Im Januar 2021 wurde eine multinationale Expertenkommission der Weltgesundheitsorganisation (WHO) nach Wuhan entsandt, um den Ursprung des Virus zu erforschen. China blockierte offenbar wegen fehlender Einreisepapiere zunächst ihre Einreise. An der nach China entsandten Expertenkommission war auch Peter Daszak beteiligt, was aufgrund seiner möglichen Befangenheit für Kritik sorgte. Das Team um Daszak wurde für insgesamt dreieinhalb Stunden in das schwer bewachte WIV eingelassen und durfte den Mitarbeitern Fragen stellen.
Der gemeinsame Bericht der WHO und Chinas vom Februar kam zu dem Ergebnis, dass SARS-CoV-2 wahrscheinlich ursprünglich durch Fledermäuse übertragen worden sei. Ein Laborunfall wurde als „sehr unwahrscheinlich“ (extremely unlikely) eingestuft. Als Gründe wurden genannt, dass zwar das WHCDC am 2. Dezember 2019 in unmittelbare Nähe des Fischmarktes verlegt worden, aber es trotzdem nach eigenen Angaben nicht zu einem Laborunfall gekommen war. Zudem wurde die Möglichkeit einer gentechnischen Herstellung von SARS-CoV-2 nicht berücksichtigt, somit sei es sehr unwahrscheinlich, dass das Virus bereits in der Natur vorkam und als solches im Labor vorrätig war.
Leitende Mitglieder der Expertenkommission kritisierten, dass diese Untersuchung von China politisch gelenkt wurde. China habe keinen Zugang zu Rohdaten gewährt, auch nicht zu Krankenakten von frühen Verdachtsfällen und zudem einseitig durchgesetzt, dass die Möglichkeit eines Imports durch tiefgefrorene Nahrungsmittel ausführlich untersucht wurde. Dass es überhaupt gelang, die Labortheorie zu diskutieren, sei „eine große Leistung“ gewesen.
Die Vereinigten Staaten, die Europäische Union und 13 weitere Länder kritisierten die von der WHO einberufene Studie und forderten von der chinesischen Regierung Transparenz und Zugang zu den Rohdaten und Originalproben. Im Mai 2021 wurde im Wissenschaftsjournal Science ein Brief von 18 Wissenschaftlern veröffentlicht, in dem dazu aufgerufen wurde, die Ursprünge des Coronavirus korrekt aufzuklären und dazu auch die Möglichkeit des Entstehens im Labor ernsthaft zu prüfen, denn der WHO-Bericht sei unschlüssig und unausgewogen.
Am 15. Juli 2021 erklärte der WHO-Generaldirektor Tedros Adhanom Ghebreyesus, dass die Theorie des Laborlecks von der WHO voreilig verworfen worden sei, und forderte weitere Untersuchungen, was von China allerdings verweigert wurde. Im Juni 2022 veröffentlichte die Scientific Advisory Group for Origins of Novel Pathogens (SAGO) der WHO einen vorläufigen Bericht, in dem sie auf eine nähere Untersuchung der Möglichkeit eines Laborunfalls drängte. Die SAGO-Vorsitzende sagte auf einer Pressekonferenz, dass keine Gewichtung der Szenarien, wie in dem gemeinsamen Bericht der WHO und Chinas, vorgenommen wurde, „aber aktuell die stärksten Hinweise immer noch für eine zoonotische Übertragung sprechen“.
Anfang 2023 gab die WHO ihren ursprünglichen Plan für die entscheidende zweite Phase der Suche nach den Ursprüngen der Pandemie auf. China hatte gegen diese Untersuchung gestimmt mit der Begründung, dass man nicht wollte, dass in der zweiten Phase ein möglicher Laborunfall untersucht würde. In einem im Juni 2025 veröffentlichten Bericht kam SAGO zu dem Ergebnis, dass die Möglichkeit eines Laborunfalls nicht bewertet werden kann, da China die hierfür notwendigen Daten, etwas zur Biosicherheit, zum Gesundheitszustand von Mitarbeitern und zu Forschungen in den betreffenden Laboren, nicht zur Verfügung stellt. Eine Entstehung außerhalb von China könne aber anhand der Daten ausgeschlossen werden, ebenso gebe es keine Hinweise, dass sich SARS-CoV-2 durch Tiefkühlprodukte verbreiten könne.
Die chinesische Regierung veröffentlichte im April 2024 ein White Paper, welches die Untersuchung der WHO in China für abgeschlossen erklärte. Die Regierung kam zu dem Ergebnis, dass COVID durch Tiefkühlprodukte nach China kam, da die Untersuchung des Huanan-Fischmarktes kein Virus in Tierproben finden konnte und die dort gefundenen Virenspuren auf menschliche Ausscheidung zurückgehen. Die chinesische Regierung beschuldigt darin die USA, das Virus in Fort Detrick hergestellt zu haben, mit der Begründung, dass im Juli 2014 in Virginia, eine Autostunde weit entfernt, eine Atemwegserkrankung ungeklärter Ursache in einem Pflegeheim ausgebrochen war und dass es außerdem landesweit Lungenerkrankungen aufgrund des Gebrauchs von elektronischen Zigaretten gab. Außerdem hatten die Institute in China die vorrätigen Blutproben von September bis Dezember 2019, die auf COVID-spezifische Antikörper reagiert hatten, sämtlich als falsch-positive Befunde identifizieren können, während die USA bei solchen Blutproben von Mitte Dezember nicht ausschließen wollten, dass darunter tatsächliche Infektionsfälle waren.

### Wissenschaftler
Studien zum Ursprung des Virus müssen in China einer Prüfung durch die Regierung unterzogen werden. Wissenschaftler dürfen ohne Erlaubnis durch das Wissenschaftsministerium kein Interview zu diesem Thema geben. Die chinesische Regierung vertritt dabei die Auffassung, dass das Coronavirus nicht aus China stammt, und gibt Studien in Auftrag, welche zeigen sollen, dass es in tiefgefrorenen Lebensmitteln nach China eingeführt wurde. Wissenschaftler der WHO und von außerhalb Chinas schließen sowohl eine Infektion durch Tiefkühlkost als auch ein erstes Auftreten außerhalb Wuhans aus, da es in Wuhan zu einer ernsten Gesundheitskrise mit Lockdown kam, als anderswo noch kein Ausbruch auffiel.
In der Frühphase der Pandemie wurde im Februar 2020 in der renommierten medizinischen Fachzeitschrift The Lancet ein gemeinsames Statement von 27 Wissenschaftlern veröffentlicht, das als „Lancet Letter“ bekannt wurde. Dabei wurde die Behauptung, dass COVID-19 keinen natürlichen Ursprung habe, als „Verschwörungstheorie“ verurteilt, die die globale Zusammenarbeit gegen das Virus gefährden könnte. Als Begründung wurde angeführt, dass China seine Erkenntnisse transparent mit der internationalen Wissenschaftsgemeinde geteilt habe. Dass Peter Daszak federführend hinter dem Lancet Letter stand, sorgte später für Kritik, da er selbst an der Finanzierung von Forschung an Coronaviren in Wuhan beteiligt war und über Jahre mit Shi Zhengli zusammengearbeitet hatte, was eindeutig einen Interessenkonflikt darstellte. Diesen Interessenkonflikt hatte er ursprünglich verschwiegen, was später von der Fachzeitschrift korrigiert wurde.
Einer der ersten wissenschaftlichen Berichte, die sich mit dem Ursprung von COVID-19 befassten, wurde am 17. März 2020 in Nature Medicine unter dem Titel The Proximal Origin of SARS-CoV-2 veröffentlicht. Der Bericht kam zu dem Schluss, dass SARS-CoV-2 durch natürliche Evolution entstanden sei und keinerlei Anzeichen für im Labor entstandene Eigenschaften aufweise. Das wichtigste Argument war eine vorausgegangene Veröffentlichung mit Ralph Baric als Co-Autor, welcher auch als Kooperationspartner von Peter Daszak in dem DEFUSE-Forschungsantrag (laut dem die neuartige Virenchimäre an ACE2-Rezeptoren von humanisierten Mäusen und Zibetkatzen andocken sollte) aufgeführt ist. Das Argument gegen eine Anzüchtung im Labor war, dass nur bestimmte Eigenschaften im Spike-Protein für menschliche ACE2-Rezeptoren optimiert sind, während einige andere für Zibetkatzen optimal sind.
Interne Chats und Emails, die durch einen Freedom of Information Act öffentlich wurden, zeigen ein anderes Bild. Demnach haben die Autoren von The Proximal Origin sehr ernsthaft erwogen, dass SARS-CoV-2 durch serielle Infektionen in Zellkulturen oder in Labortieren im WIV angezüchtet worden sein könnte. Insbesondere wurde eine Übereinstimmung von 342 aufeinanderfolgenden Basenpaaren zwischen SARS-CoV-2 und RaTG13 als auffällig angesehen. Der RaTG13-Hauptkette könnte die ebenfalls auffällige spezifische Furin-Spaltstelle eingefügt und das Virus in Experimenten weiterentwickelt worden sein, ohne dass es Anzeichen für im Labor entstandene Eigenschaften aufweise. Die Autoren sahen auch Hinweise darauf, dass die chinesischen Behörden den Datensatz für die ersten Covidfälle mit Kontakt zum Markt vorausgewählt hatten und bereits vor dem ersten Fall am Markt von dem Ausbruch wussten, nahmen diese Hinweise aber nicht in späteren Publikationen zur Markttheorie auf. Die Gründe für die abweichende Darstellung waren demnach Interessenkonflikte, politische Überlegungen, Angst vor den Folgen für sie selbst und die scientific community sowie interner Druck durch Anthony Fauci. In den Folgemonaten erhielten Forschungsgruppen mit Beteiligung von Autoren dieser Studie 82 Millionen US-Dollar in Drittmitteln durch die von Fauci geleitete NIAID.
Danach gingen die meisten wissenschaftlichen Untersuchungen von einem zoonotischen Ursprung von SARS-CoV-2 aus. Einige Soziale Netzwerke ließen aufgrund dieser Veröffentlichung Beiträge entfernen, welche die Labortheorie thematisierten. Der WDR schrieb in einem „Faktencheck“, dass die Labortheorie falsch sei, weil der Aufsatz Proximal Origin ausschließe, dass das Coronavirus im Labor gezüchtet oder gentechnisch manipuliert wurde. Dieser Beitrag des WDR ist mittlerweile wieder entfernt worden.
In einer vom Global Catastrophic Risk Institute im Februar 2024 veröffentlichten Expertenbefragung gaben die Teilnehmer für einen natürlichen Ursprung von COVID-19 eine durchschnittliche Wahrscheinlichkeit von 77 % an (Median: 90 %). Vier von fünf Experten gaben an, dass ein natürlicher zoonotischer Ursprung zu mehr als 50 % wahrscheinlich sei. Die durchschnittliche Wahrscheinlichkeit, dass es sich um einen Unfall im Zusammenhang mit der Forschung handelt, wurde von den Experten mit 21 % angegeben. Insgesamt gab einer von fünf Teilnehmern eine Wahrscheinlichkeit von 50 % oder mehr für einen anderen Ursprung als eine natürliche Zoonose an. Gleichzeitig gaben nur 12 % der Teilnehmer an, dass keine weiteren Nachforschungen zum Ursprung von COVID-19 nötig seien. Die Fragen des Surveys wurden an 1138 Experten verschickt, die hauptsächlich in den Feldern Epidemiologie und Virologie tätig waren und von denen 168 an dem Survey teilnahmen.
Von den Teilnehmern dieses Surveys hatten 22 % angegeben, den DEFUSE-Antrag zu kennen, und 33 %, dass sie einen zu Prüfzwecken erfundenen Aufsatztitel zum Ursprung der Pandemie in einer Fachzeitschrift gelesen hätten. Außerdem wurde kritisiert, dass die Autoren im Schneeballverfahren weitere Kollegen für das Survey vorschlagen konnten, die möglicherweise ähnliche Ansichten vertraten.
Während die meisten Forscher die These vertraten, das Virus sei natürlich entstanden, gehörte die kanadische Molekularbiologin Alina Chan zu den führenden Vertretern der Laborhypothese unter Wissenschaftlern. Gemeinsam mit dem britischen Zoologen Matt Ridley veröffentlichte sie im November 2021 das Buch Viral: The Search for the Origin of COVID-19, in dem sie für einen Biounfall plädierten und die Laborhypothese popularisierten. In Deutschland gehörte der Physiker Roland Wiesendanger zu den frühen Vertretern der Laborhypothese und veröffentlichte im Februar 2021 auf Researchgate ein Dokument mit dem Titel Studie zum Ursprung der Coronavirus-Pandemie. Wiesendanger nannte zahlreiche Indizien für seine These, wurde allerdings für seine Quellenauswahl kritisiert.

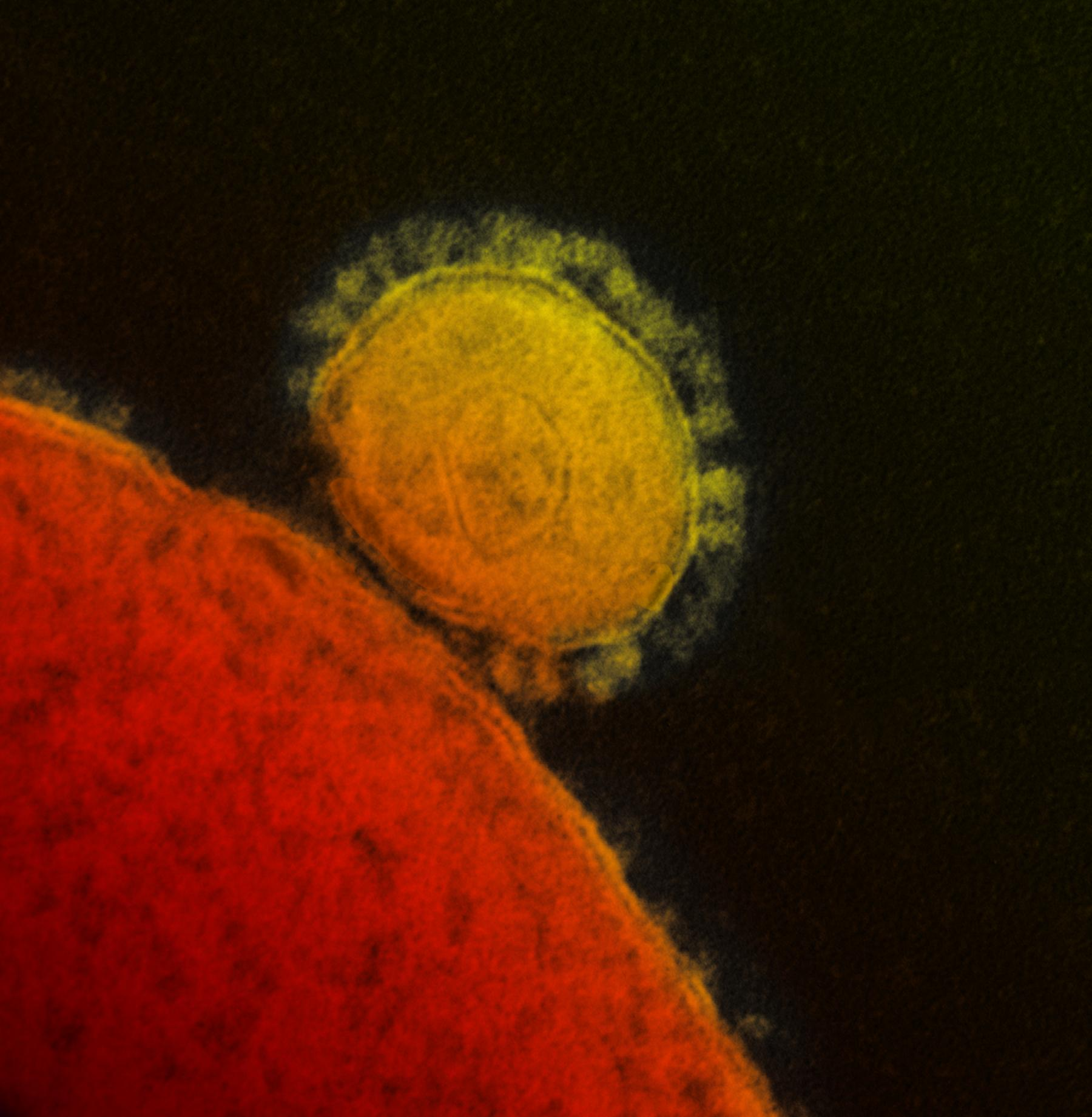
Hat eine Letalität von 36 %: MERS-Coronavirus

Der Virologe Christian Drosten, der während der COVID-19-Pandemie in Deutschland häufig öffentlich auftrat, gehörte zu den Unterzeichnern des Lancet Letter und gab Mitte 2021 an, nicht an einen Laborunfall zu glauben. Später äußerte er sich differenzierter und verkündete Anfang 2022, dass ein Laborunfall möglich, aber unwahrscheinlich sei, er ihn aber nicht ausschließe und nie ausgeschlossen habe. Im Januar 2025 sagte Drosten im Interview mit der TAZ, dass er bei seiner früheren Einschätzung keine Kenntnis von Daszaks DEFUSE-Forschungsantrag hatte, den er als „durchaus nicht harmlos“ bewerte. Sorgen bereiteten ihm als Gutachter außerdem aktuelle unveröffentlichte Forschungen aus China, „die durchaus in diese Richtung gehen“, „die würde ich so hier nicht machen, und ich weise dann bei der Begutachtung auch darauf hin, dass das gefährlich sein könnte.“ Allerdings: „Nicht speziell am Sars-Virus, dagegen sind wir jetzt ohnehin alle immun. Aber es gibt in Tieren noch andere zoonotische Viren, auch Coronaviren, die gefährlich sein könnten.“ China habe zwar vielleicht aus Staatsräson, anders als bei SARS-1, keine Proben von Wildtieren veröffentlicht, die als direkte Wirte in Frage kommen; „die andere Erklärung wäre aber, dass da gar kein natürliches Virus war“.

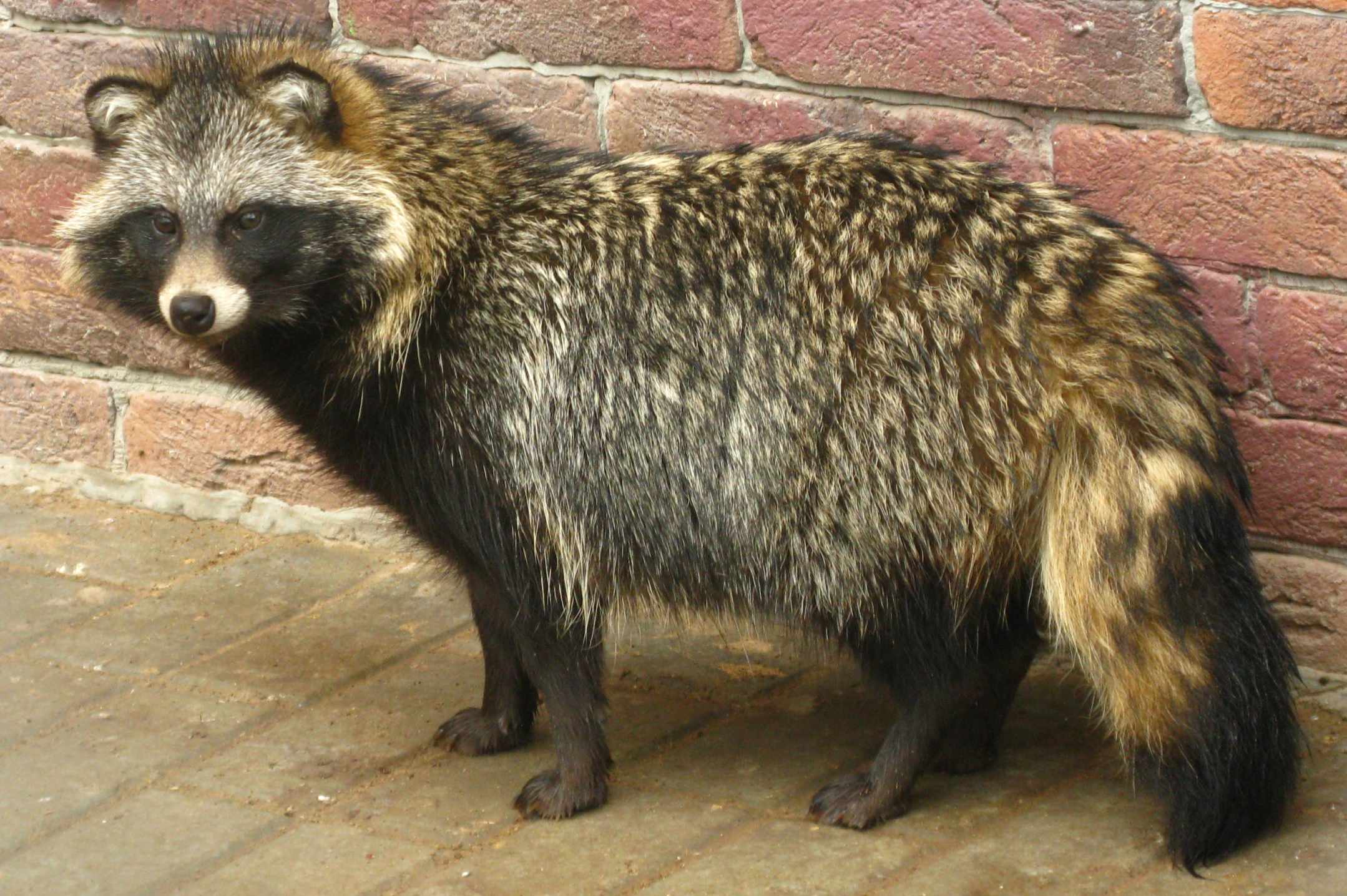
Wird als Zwischenwirt verdächtigt: Marderhund

Im Juli 2022 erschienen die zwei Aufsätze von Worobey, Pekar und Kollegen, welche unter der Voraussetzung, dass die von China gemeldeten frühen Fälle nicht vorausgewählt oder verzerrt wurden, eine Nähe des Ausbruchs zum Fischmarkt bzw. unter Ausschluss von 34 ihnen widersprechenden möglichen Zwischengliedern eine separate Entstehung von Linie A und Linie B annahmen.
Im März 2023 kamen DNA-Proben vom Fischmarkt in Wuhan ans Licht, die tierisches Genmaterial vom Marderhund und anderen Tieren enthielten, die als Zwischenwirte in Frage kommen. Erneut wurde hierbei die Intransparenz der chinesischen Behörden kritisiert, da diese Erkenntnis erst nach drei Jahren zufällig ans Licht kam. Die WHO-Expertin Maria Van Kerkhove kritisierte die fehlende Offenlegung von Daten als „unentschuldbar“. Solange die chinesischen Behörden nicht die Rohdaten für die ersten Fälle zur Verfügung stellen würden, blieben laut Van Kerkhove alle Hypothesen zum Ursprung von COVID-19 „auf dem Tisch“.
Das Chinesische Zentrum für Krankheitskontrolle und -prävention hatte die neuen Daten als ungeprüften Preprint im Februar 2022 im Internet hochgeladen. Ein Autorenteam, darunter Pekar und Worobey, erhielt keinen Zugang zu den Daten, konnte jedoch die kurzzeitig verfügbaren Daten mit einer neuen Methode analysieren. Dieser Preprint von Februar 2022 war aufgrund von Sequenzierungen zu dem Ergebnis gekommen, dass sich die positiven Umweltproben sehr wahrscheinlich auf menschliche Ausscheidung zurückführen lassen, da sich in diesen Proben sehr überwiegend menschliche RNA fand. Erst für die endgültige Veröffentlichung im April 2024 führten die chinesischen Behörden noch eine weitere Methode durch, die zu den RNA-Spuren von Marderhunden und anderen Wirbeltieren führte, wobei ganz besonders die Spuren von Marderhunden nach eigenen Angaben auf falsch-positive Befunde zurückgehen können.
Darauf aufbauend veröffentlichte das Autorenteam um Pekar und Worobey im September 2024 eine Studie in Cell, welche die bis dahin gefundenen Argumente zu der Markttheorie zusammenfasste. Demnach hatten die chinesischen Behörden nach der Schließung des Marktes Anfang Januar 2020 Proben von Gehegen genommen, zu denen Menschen, die mit Covid infiziert waren, Kontakt hatten. Anschließend wurden weitere Proben von den Gehegen genommen, in deren Nähe positive Proben entdeckt worden waren. Sofern sicher nachweisbar, kam für die positiven Funde nur menschliche Ausscheidung in Frage. Außerdem wurde nach Spuren von Wildtieren in der Nähe von Funden von Virusauscheidung durch Menschen gesucht, dabei wurden einzig die oben genannten RNA-Spuren von Marderhunden in den Umweltproben als möglicher Überträger auf den Menschen entdeckt. Es wurden keine Spuren von Fledermäusen oder Pangolinen (als möglichen Zwischenwirten) gefunden. Selbst in dem identifizierten Hotspot im südwestlichen Teil des Marktes wurden in allen positiven Proben Hinweise gefunden, dass diese auf menschliche Ausscheidung zurückzuführen sind. Zudem konnte nicht gezeigt werden, dass die Marderhunde, von denen DNA/RNA gefunden wurde, aus der Nähe der Provinz Yunnan stammten, wo die SARS-CoV-2 nächstverwandte Linie in China entdeckt worden war, und nicht aus der Nähe von Wuhan.
Unabhängige Wissenschaftler, die in monatlichen Zählungen der auf dem Fischmarkt angebotenen Wildtiere von Mai bis November 2019 fast 50.000 individuelle Tiere mit Gattungszugehörigkeit dokumentiert hatten, konnten ebenfalls keine Fledermaus und keinen Pangolin darunter finden. Zudem ereignete sich der erste entdeckte Infektionsfall vom Fischmarkt einige dutzende Meter entfernt von dem von Worobey angenommenen Hotspot. Abstriche, die im Januar 2020 von Tieren am Markt genommen wurden, waren negativ.
Eine im Januar 2025 von dem Thinktank National Bureau of Economic Research als Diskussionspapier veröffentlichte statistisch-räumliche Studie verwendete Bayes-Methoden, um einen natürlichen Ursprung und einen Laborursprung hinsichtlich der Wahrscheinlichkeit des Auftretens in Wuhan zu vergleichen. Der Autor Andrew Levin kam zu dem Ergebnis, dass die Labortheorie im Verhältnis von 14.900 : 1 wahrscheinlicher sei. Etwas später erschien eine Studie in der Fachzeitschrift Risk Analysis, welche eine etablierte Methode zur Unterscheidung von Angriffen mit biologischen Waffen und natürlichen Ausbrüchen auf die Corona-Pandemie anwendete. Das Ergebnis war, dass ein unnatürlicher Ursprung wahrscheinlicher sei als ein natürlicher.
Shi Zhengli arbeitet (Stand Anfang 2025) nicht mehr am Wuhan Institute of Virology, sondern im Guangzhou Laboratory und nimmt kaum noch Termine im Ausland wahr. So reichte sie zu einer Konferenz in Japan über den Ursprung der Pandemie nur einen voraufgezeichneten Vortrag über Genomsequenzierung ein.
Im März 2025 veröffentlichten Shi Zhengli und Kollegen in Cell eine experimentelle Studie zu bestimmten pseudotypisierten MERS-ähnlichen Fledermaus-Coronaviren mit neu eingefügten Spike-Proteinen, welche das Potential haben, an menschliche ACE2-Rezeptoren anzudocken und menschliche Atmungsorgane zu infizieren. Sie kündigten an, mit aussichtsreichen MERS-Coronaviren transgene Mäuse und Hamster zu infizieren, um die Gefährlichkeit des Virus für Menschen zu erforschen.

### Geheimdienste
Nach einer von US-Präsident Joe Biden in Auftrag gegebenen 90-tägigen Überprüfung aller Hinweise kam die United States Intelligence Community im August 2021 zu keinem einheitlichen Ergebnis. 4 von 18 Behörden, die nicht genannt wurden, kamen mit „geringer Gewissheit“ (low confidence) zu dem Schluss, dass COVID-19 wahrscheinlich nicht in einem Labor entstanden sei. Für eine Behörde bestand eine „mittlere Gewissheit“ (moderate confidence), dass die Pandemie durch einen Laborunfall begann, und drei waren unentschlossen. Sowohl ein Laborunfall als auch ein natürlicher Ursprung seien „plausibel“. Für eine lückenlose Aufklärung sei eine größere Kooperationsbereitschaft der chinesischen Behörden nötig.
Teile des britischen Geheimdienstes sollen nach Informationen der Times of London bereits im Mai 2021 die Herstellung im Labor als „praktisch durchführbar“ eingeschätzt haben.
Das FBI, welches seit den Anthrax-Anschlägen 2001 über eine besondere Expertise im Bereich Biosicherheit verfügt, begann Mitte 2021 die Laborhypothese zu favorisieren. Im März 2023 sagte FBI-Direktor Christopher A. Wray, dass ein Laborunfall „höchstwahrscheinlich“ für die COVID-19-Pandemie verantwortlich gewesen sei. Auch das US-Energieministerium vertrat nun diese Auffassung.
Nach dem Amtsantritt des neuen CIA-Direktors John Ratcliffe im Januar 2025 änderte die CIA ihre Einschätzung zur Herkunft von COVID-19 von einer neutralen Position zur Bevorzugung der Laborhypothese. Mit „geringer Gewissheit“ gehe die Behörde nun von einem „forschungsbedingten Ursprung“ aus.
Im März 2025 berichteten Die Zeit und die Süddeutsche Zeitung, dass der deutsche Bundesnachrichtendienst (BND) bereits im Jahr 2020 zu der Erkenntnis gelangt sei, dass SARS-CoV-2 aus einem Labor entkommen sei. Die Wahrscheinlichkeit dafür wurde vom BND mit 80 % bis 95 % angegeben. Die Informationen dafür sollen aus nachrichtendienstlich erworbenen Daten von chinesischen Forschungseinrichtungen stammen, die Sicherheitsverstöße und die gefährlichen Gain-of-function-Experimente belegen sollen. Eine Prüfung der Erkenntnisse durch hochrangige Wissenschaftler im Auftrag des Bundeskanzleramtes sollte seit Dezember 2024 erfolgen.
Inhaltlich soll es dabei um Messreihen an Daten zu Coronaviren, Informationen zu Tierversuchen und um mehrere wissenschaftliche Untersuchungen gehen, darunter unveröffentlichte Dissertationen aus den Jahren 2019 und 2020 zu Auswirkungen von Coronaviren auf das menschliche Gehirn – Informationen, die auf ungewöhnlich frühes Wissen um das angeblich neuartige Coronavirus hindeuteten. Diese Daten wurden durch öffentlich verfügbare Studien ergänzt.
Laut Informationen des ZDF könnten die Erkenntnisse des Bundesnachrichtendienstes Spannungen zwischen China und den USA verschärfen, da sie möglicherweise in Zusammenhang mit militärischen Forschungen zu „ethnisch-spezifischen genetischen Waffen“ stehen, die wiederum „biologischer Abschreckung“ dienen sollten.

## Dokumentation
- Corona: Wie China die Welt täuschte Dokumentation von n-TV, zeigt die Schwierigkeiten, vor die zwei chinesische Investigativjournalisten gestellt wurden, die über den Ursprung der Pandemie berichten wollten. Ab Minute 14:00 und 31:20 ist dargestellt, wie Patienten, die nicht von den Behörden ausgesucht worden sind, dennoch um eine Behandlung in der Jinyintan-Infektionsklinik ersuchen.